# منطقه نمونه گردشگری صفه
منطقه نمونه گردشگری صفه یکی از مناطق نمونه گردشگری ایران در شهر اصفهان است. که زیر نظر شهرداری اصفهان اداره می‌شود.

## گردشگری
منطقه گردشگری صفه یکی از محبوب‌ترین جاذبه‌های گردشگری اصفهان است و صبح روزهای جمعه میزبان خیل عظیمی از دوستداران طبیعت و مخصوصاً جوانان می‌باشد. همچنین منظره شهر اصفهان از دامنه و بالای این کوه بسیار دیدنی است. تنگهٔ گردنه باد نیز از جاذبه‌های طبیعی این منطقه است. سالنِ بولینگ با مساحتِ حدود ۱۰۰۰ متر مربع، باغ وحش، شهربازی و غارها و چشمه‌های مختلف زینتگر این کوه می‌باشد.

### تله کابین صفه
تله کابین صفه از جاذبه‌های گردشگریِ بوستان صفه و در دو خط می‌باشد. ایستگاهِ اولِ آن در پارکینگِ تله کابین قرار دارد و مسافران را تا ایستگاهِ گردنه باد بالا می‌برد.

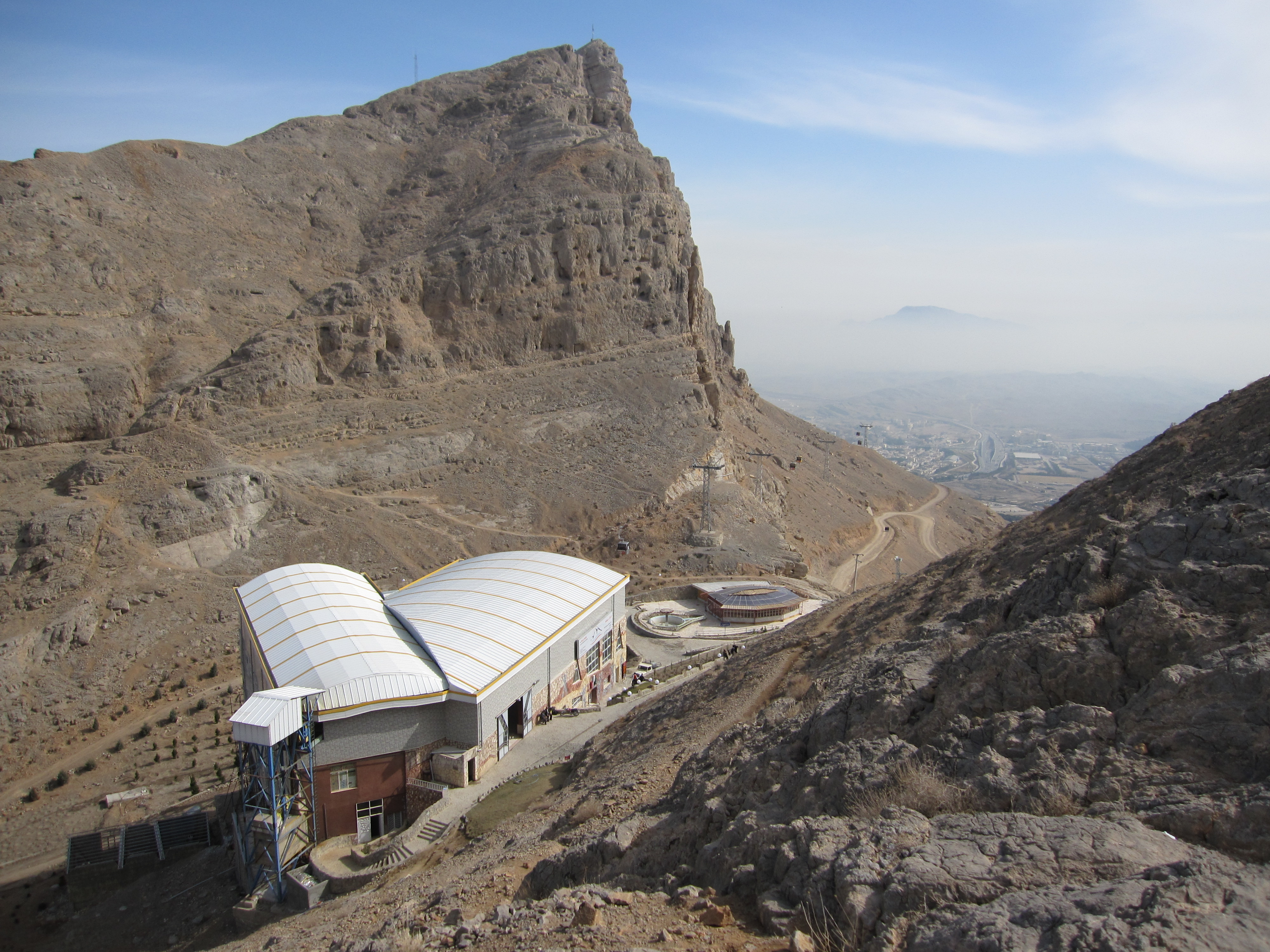
تله‌کابین صفه

### آبشار مصنوعی
برای زیباسازیِ بیشترِ فضای پارک، یک آبشار مصنوعی در دلِ کوه جاسازی شده‌است. آبِ بیرون ریخته شده از آن پس از طیِ حدودِ یکصد متر در حوضچه‌ای جمع‌آوری می‌شود و پس از آن نیز برای آبیاریِ محیطِ بوستان استفاده می‌شود.

### پل رنگین کمانی
این پلِ سنگی در پشتِ کوهِ صفه و در جبههٔ غربیِ کوه قرار دارد.

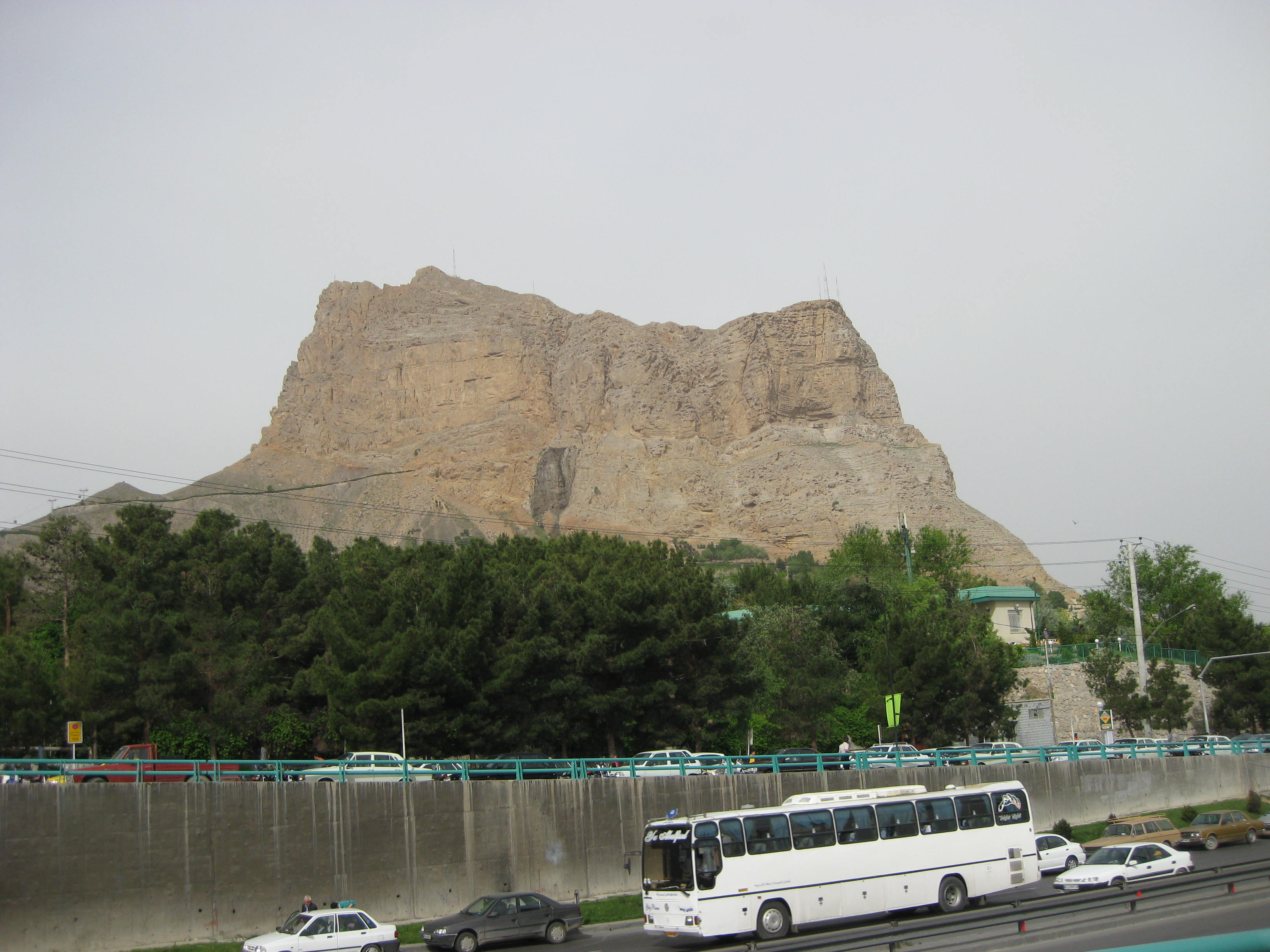
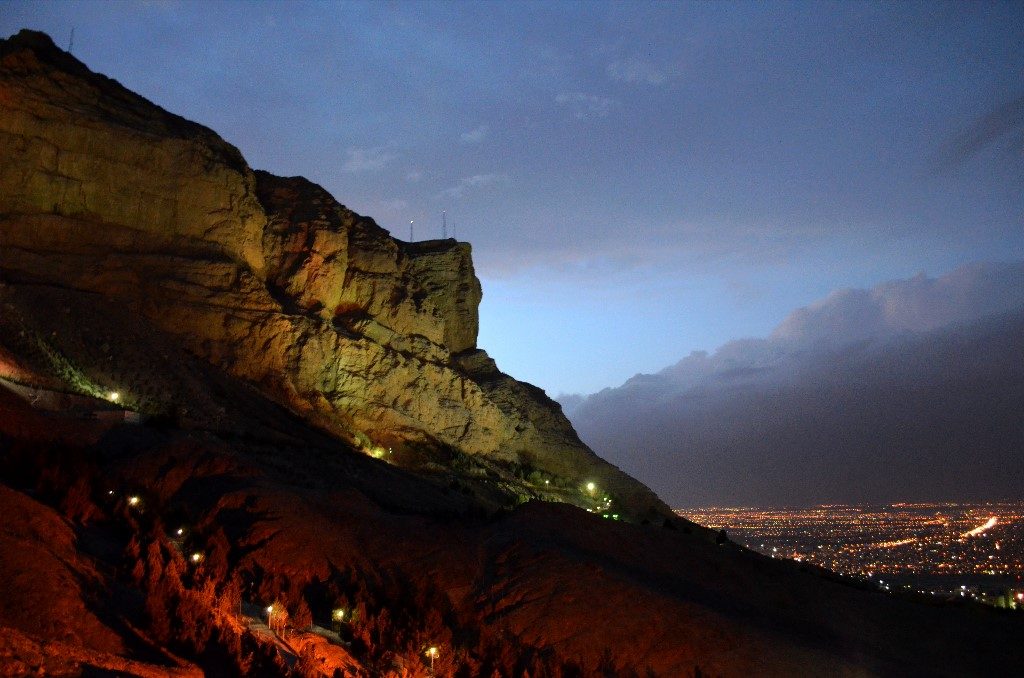
نمای کوه صفه و شهر اصفهان از تله‌کابین کوه صفه -

### سالن بولینگ
سالنِ بولینگ با مساحتِ حدود ۱۰۰۰ متر مربع در ۱۰ خط برای استفادهٔ شهرواندان آماده شده‌است. این سالن در طبقهٔ زیرینِ ایستگاهِ تله کابین قرار دارد.

### باغ وحش
در پایان خرداد ۱۴۰۰ خورشیدی، تغییر کاربری باغ وحش پارک کوه صفه به حفاظتگاه حیوان کامل شد.

## کوهنوردی در صفه
یکی از ویژگیهای مهم کوهستان صفه وجود صخره‌های بزرگ و بلند در نقاط مختلف آن است که از نظر کوهنوردی تخصصی و آموزش سنگ نوردی، امکان بسیار خوبی برای گسترش ورزش کوهنوردی در منطقه اصفهان به وجود آورده‌است. در سال‌های اخیر با تبدیل کافه خاچیک به پناهگاه و پایگاه کوهنوردی و اصلاح مسیرهای دشوار، خدمات مربوط به فعالیت‌های کوهنوردی بهبود نسبی پیدا کرده‌است.

### غارها در صفه
کوه صفه بیش از ۲۸ غارِ کوچک و بزرگ را در خود دارد. از جمله:

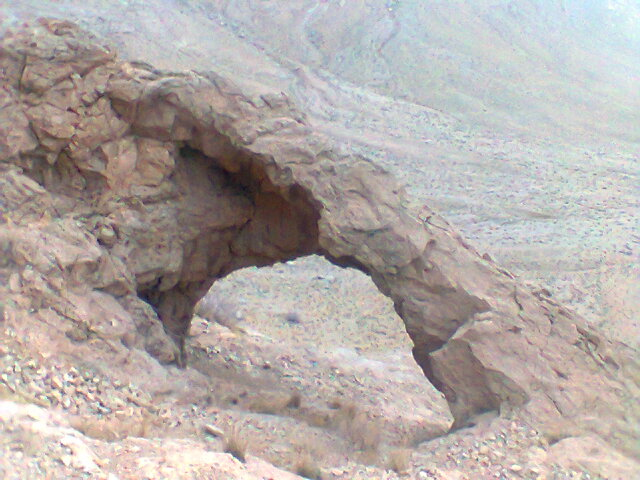
پلِ رنگین کمانی در جبههٔ غربی (دره خان)

- غار الله اکبر: این غار در کنار دستگاهِ توربین بادی در گردنه باد قرار دارد.
- غار انجیر: در جبههٔ غربیِ کوه صفه قرار دارد.
- غار قنبر: در جبههٔ شمالی کوه" قرار دارد. این غار بزرگترین دهانه را در میان غارهای صفه دارد. دسترسی به این غار از راه صخره‌نوردی امکان‌پذیر است.
- غار هفت چشمه: در جبههٔ جنوبیِ کوه و در کنارِ مجموعه‌ای از چند چشمه قرار دارد. برای دسترسی به این مجموعه نیز یک جادهٔ اختصاصی بوسیلهٔ شهرداری اصفهان ایجاد شده‌است.